# 神田佐久間町
神田佐久間町（日语：／ Kanda-sakumachō */?）是東京都千代田區的地名。現行行政地名為神田佐久間町一丁目至神田佐久間町四丁目。2013年8月1日為止的人口為1,145人。郵遞區號101-0025。

## 地理
位於千代田區東北部，屬神田地域。北部的神田佐久間町一丁目臨千代田區神田花岡町、神田松永町。二丁目至四丁目與千代田區神田和泉町間以佐久間學校通（佐久間学校通り）為界。東與台東區淺草橋四丁目、千代田區東神田以清洲橋通為界。南部神田佐久間町一丁目與千代田區神田須田町、神田岩本町之間以神田川為界。二丁目至四丁目鄰千代田區神田佐久間河岸。西接千代田區外神田。此外，一丁目與二丁目之間為千代田區神田平河町。總武線路廊貫穿本町。
神田佐久間町為商業區，大樓商店林立。一丁目位於町域西部、昭和通以西，秋葉原站站前。二丁目位於中西部，昭和通以東，三丁目位於町域中東部，四丁目位於東部，清洲橋通以西。

## 歷史
前身為佐久間町一～三丁目、四丁目元地、四丁目殘地、四丁目裏地、四丁目橫町7町。一丁目木材商聚集，俗稱神田材木町。二丁目多木材、薪炭商。明治初期，與柳屋敷、久永屋敷、富松町元町、安中藩板倉家上屋敷、久保田藩佐竹家上屋敷等武家地合併成立一～四丁目。

### 地名的由來
町名源自於木材商佐久間平八的姓。此地因多次火災，有「惡魔町」（akumachō）的說法。火災頻繁的原因是此地在江戶時代初期木材商聚集而作為存放木材的地點，後來這些木材存放地移往深川獵師町、後至猿江、木場，最後移至新木場。

## 交通
一丁目與二丁目之間為昭和通。秋葉原站是離此地最近的鐵道站，其他可利用車站有南側的都營新宿線岩本町站。

## 設施
- 東京都產業勞動局秋葉原廳舍－神田佐久間町一丁目。
- 書泉Book Tower（書泉ブックタワー）－神田佐久間町一丁目。
- 千代田區立秋葉原公園－神田佐久間町一丁目。
- 千代田區立佐久間公園－神田佐久間町三丁目。
- 千代田區立佐久間橋兒童遊園－神田佐久間町一丁目。
- 東京小賣酒販會館－神田佐久間町三丁目。
- 秋葉原華盛頓酒店（秋葉原ワシントンホテル）－神田佐久間町一丁目。
- 中川陶器－神田佐久間町二丁目。
- 不二輸送機工業－神田佐久間町四丁目。
- 草分稻荷神社－神田佐久間町三丁目。

## 備註
1. ↑  千代田区ホームページ - 町丁別世帯数および人口（住民基本台帳）：平成25年8月1日現在 的存檔，存档日期2013-10-27.
2. ↑  .   [2013-08-15]. （原始内容存档于2020-10-17）.